# Rafael Lubach
Rafael Lubach (* 11. Januar 2005 in Kassel) ist ein deutscher Fußballspieler, der aktuell beim Zweitligisten 1. FC Nürnberg unter Vertrag steht.

## Karriere
Lubach durchlief seit 2018 alle Jugendmannschaften von Borussia Dortmund und wechselte im Sommer 2024 in die 2. Fußball-Bundesliga zum 1. FC Nürnberg. Am zweiten Spieltag der Saison 2024/25 schoss er sein erstes Profitor beim Heimsieg gegen den FC Schalke 04 zum Endstand von 3:1.

## Erfolge
Borussia Dortmund
- Meister der A-Junioren-Bundesliga West: 2021